# Nersès Nalbandian
Nersès Nalbandian, né en 1915 en Syrie et mort en 1977 à Addis-Abeba en Éthiopie, est un musicien et pédagogue. Apatride d'origine arménienne, il obtient la nationalité éthiopienne en 1959.

## Biographie
Nersès Nalbandian naît dans une famille arménienne installée en Syrie pour fuir le génocide arménien en Turquie au début du XXe siècle. La présence en Éthiopie de son oncle — le chef d'orchestre Kevork Nalbandian (1887-1963) et compositeur de l'hymne national éthiopien utilisé de 1925 à 1974, amène sa famille à s'installer à Addis-Abeba à la fin des années 1930. Il y devient musicien (violon, piano, saxophone, formé de manière quasi-autodidacte) et chef d'orchestre. Rapidement après 1941 et la libération du pays des troupes d'occupation italienne, il prend avec l'accord de Haïlé Sélassié la suite de son oncle, qui prend sa retraite en 1949, à la tête des principales institutions musicales du pays à Addis-Abeba. Il dirige notamment l'orchestre de la Garde impériale, l'Orchestre de la Police, l'Orchestre municipal d'Addis Abeba (où il est professeur dès 1946) qui devient l'orchestre du théâtre Haïlé-Sélassié (dirigé par Franz Zelwecker), ainsi que les écoles musicales Yared et Nazret.
Son influence est essentielle dans les évolutions de la musique éthiopienne à partir des années 1940, à la suite du travail de son oncle Kevork Nalbandian, dont il intègre les bases traditionnelles instrumentales et stylistiques (gamme pentatonique, rythmique) pour leur insuffler des principes de la musique classique occidentale et du jazz (dont l'utilisation des cuivres), en la modernisant sans l'occidentaliser. Ses apports sont à l'origine de la création de l'éthio-jazz dans les années 1950 dont la plupart des musiciens — Tlahoun Gèssèssè, Bzunèsh Bèqèlè, Alèmayèhu Eshèté, Mahmoud Ahmed, Hirut Bèqèlè, Menelik Wèsnatchèw — ont joué ou chanté au sein des deux principaux orchestres d'Addis-Abeba que Nersès Nalbandian a dirigés.